# Cantonul Saint-Leu-la-Forêt
Cantonul Saint-Leu-la-Forêt este un canton din arondismentul Pontoise, departamentul Val-d'Oise, regiunea Île-de-France, Franța.

## Comune
- Montlignon
- Saint-Leu-la-Forêt (reședință)
- Saint-Prix